# Фудзии, Такэси
Такэси Фудзии (яп. 藤井猛 Фудзии Такэси, родился 29 сентября 1970) — японский профессиональный игрок в сёги, 9 дан. Ученик Нисимуры Кадзуёси, 9-го дана. С июня 2012 года — один из директоров NSR (неполная занятость).
Представитель «поколения Хабу», Фудзии всего на 2 дня моложе Хабу.
Автор популярного дебюта Система Фудзии (вариант ладьи на 4-й вертикали), с которым он в 1998 году завоевал (у 17-го пожизненного мэйдзина Кодзи Танигавы, со счётом 4—0), а в 1999 и 2000 — защитил титул рюо. 7 раз становился участником финальных титульных матчей. Помимо этого, 7 раз становился чемпионом в нетитульных турнирах; провёл 10 сезонов в лиге класса А Дзюнисэн. Автор многих книг по сёги.

## Разряды по сёги
- 1986: 6 кю Сёрэйкай
- 1988: 1 дан
- 1991: 4 дан
- 1994: 5 дан
- 1995: 6 дан
- 1998: 7 дан
- 1999: 8 дан
- 2000: 9 дан [1]